# Onward Together
Onward Together (en français : « Avançons ensemble » ou « En avant ensemble, ») est une organisation politique créée par Hillary Clinton en mai 2017, qui soutient l'engagement politique des citoyens américains et la résistance à l'action contre le président des États-Unis, Donald Trump. L'organisation permet de collecter des fonds pour des groupes politiques progressifs comme Swing Left, Emerge America, Color of Change, Indivisible and Run for Something.
Hillary Clinton a créé l'organisation afin de « faire avancer la vision qui a gagné près de 66 millions de votes » qu'elle a défendu lors de l'élection présidentielle américaine de 2016 à laquelle elle était la candidate du Parti démocrate, pour une « Amérique plus juste, plus inclusive et plus forte » mais lors de laquelle elle a échoué à être élue.

## Actions
Début février 2018, un employé de l'organisation politique indique selon une enquête sur les dons rendue publique, que Hillary Clinton a transféré plus d'un million de dollars à d'autres groupes libéraux anti-trump en tant que soutien financier. Néanmoins, le groupe donne aussi des conseils stratégiques afin d'aider ces mouvements à augmenter leur nombre de membres. 
C'est le cas pour l'organisme progressiste antiraciste Color of Change (en) qui a reçu un don de 100 000 dollars de l'organisation le 12 novembre 2017. Le groupe Swing Left (en) qui aide les démocrates américains affirme avoir recueilli près de 4 millions de dollars, dont 100 000 $ de l'organisation à travers Hillary Clinton en mai 2017. L'organisation soutient publiquement Emerge America (en), Indivisible movement (en), Run for Something, Alliance for Youth Action, Arena Summit, Collective PAC, iVote Fund, Latino Victory et Voto Latino (en).
Ces donations sont possibles grâce au transfert Hillary Clinton de 800 000 $ de son ancien comité de campagne de 2016 à Onward Together après son lancement.

## Critiques
Le Parti républicain critique l'organisation en décrivant l'organisation comme étant la simple mutation de son ancienne campagne sous un nouveau nom.